# Diapensiaceae
Diapensiaceae este o mică familie de plante cu flori din ordinul Ericales, ce cuprinde 12 specii grupate în cinci genuri.  Trei dintre genuri, Berneuxia, Galax și Pyxidanthera, sunt monotipice și conțin o singură specie. 

## Taxonomie
Genuri:
- Berneuxia Decne.
- Diapensia L.
- Galax Sims
- Pyxidanthera Michx.
- Shortia Torr. & A.Gray